# Cochoapa
Cochoapa es una localidad del estado mexicano de Guerrero. Es parte del municipio de Ometepec.

## Toponimia
El nombre «Cochoapa» proviene de los términos en náhuatl: cochotl, papagayo; apan, río. Su significado es «río de los papagayos».

## Demografía
| Gráfica de evolución demográfica |
|                                  |

| Censo | Población |
| ----- | --------- |
| 1900  | 596       |
| 1910  | 618       |
| 1921  | 540       |
| 1930  | 571       |
| 1940  | 793       |
| 1950  | 888       |
| 1960  | 1 066     |
| 1970  | 1 529     |
| 1980  | 1 926     |
| 1990  | 2 739     |
| 2000  | 3 796     |
| 2010  | 4 237     |
| 2020  | 5 173     |